# 18 Andromedae
18 Andromedae (18 And), som är stjärnans Flamsteedbeteckning, är en ensam stjärna belägen i den nordvästra delen av stjärnbilden Andromeda. Den har en skenbar magnitud på ca 5,35 och är svagt synlig för blotta ögat där ljusföroreningar ej förekommer. Baserat på parallaxmätning inom Hipparcosuppdraget på ca 7,9 mas, beräknas den befinna sig på ett avstånd på ca 413 ljusår (ca 127 parsek) från solen. Stjärnan rör sig bort från solen med en heliocentrisk radiell hastighet av 10,0 km/s.

## Egenskaper
18 Andromedae är en blå till vit stjärna i huvudserien av spektralklass B9 Ve, där e-notationen anger att den är en Be-stjärna. Den har en massa som är ca 3,1 gånger solens massa, en radie som är ca 3,0 gånger större än solens och utsänder ca 147 gånger mera energi än solen från dess fotosfär vid en effektiv temperatur på ca 10 400 K.
Spektrumet för 18 Andromedae visar en emissionslinje av väte i Brackettserien på grund av ett tätt gasformigt omgivande hölje.